# Józef Skupniewicz
Józef Skupniewicz (ur. 6 listopada 1849 w Zakliczynie, zm. 10 marca 1928 we Lwowie) – wybitny pedagog, działacz społeczny.

## Życiorys
Naukę w zakresie 4-klasowej szkoły trywialnej ukończył w ówczesnym Zakliczynie nad Dunajcem. Kontynuował ją następnie w I Gimnazjum im. K. Brodzińskiego  w Tarnowie, w którym w 1868 r. uzyskał świadectwo dojrzałości. W tym samym roku podjął studia w Krakowie na Wydziale Filozoficznym Uniwersytetu Jagiellońskiego zakończone dyplomem w roku 1872. Po uzyskaniu dyplomu pracował w roku szk. 1872/73 pracował jako zastępca nauczyciela w Wyższym Gimnazjum Realnym w Wadowicach. W następnych latach zdał dwa Państwowe egzaminy nauczycielskie. Po pierwszym - w 1874 - uzyskał uprawnienia do nauczania (jako przedmiot główny – jęz. niemiecki, przedmiot poboczny – łacina i greka) w gimnazjum niższym z językiem wykładowym polskim. W latach 1874–1876 pracował jako zastępca nauczyciela w Gimnazyum św. Jacka w Krakowie. 
W 1977 r. przeniósł się do Stanisławowa nauczając od roku szk. 1877/78 do 1881/82 w Gimnazjum. Tam w 1879 po zdaniu drugiego Państwowego egzaminu nauczycielskiego uzyskał uprawnienia do nauczania języka niemieckiego (z kwalifikacjami nauczyciela szkół średnich) w całym gimnazjum, z językiem wykładowym niemieckim. W roku 1882 przeniesiony został do c.k. IV Gimnazjum z polskim językiem nauczania we Lwowie, wydzielonego w 1879 z c.k. Gimnazjum im. Franciszka Józefa. Ta sławna szkoła, mieszcząca się początkowo w gmachu klasztoru  bernardyńskiego,  stała  się wkrótce  największą średnią szkołą na terenie Galicji. Tu najwcześniej wprowadzono jako przedmioty nadobowiązkowe - bo już w 1883 - historię kraju rodzinnego, śpiew, rysunek, naukę francuskiego, angielskiego i ruskiego oraz gimnastykę. Wśród absolwentów IV gimnazjum są m.in.: Jan Parandowski, Kornel Makuszyński, bp Bolesław Twardowski, Stanisław Ostrowski. Stąd wywodzili się nauczyciele – przyszli dyrektorzy szkół średnich w trzech zaborach.
Jednym z nich był Józef Skupniewicz, który w roku szkolnym 1891/92 rozpoczął pracę dyrektora c.k. Wyższego Gimnazjum w Kołomyi z językiem wykładowym polskim. Jako członek Rady Szkolnej Okręgowej poparł działania Rady Powiatowej oraz posłów ukraińskich  w lwowskim Sejmie Krajowym aby powołać w Kołomyi gimnazjum z ruskim językiem wykładowym. Już 21 września 1892 roku otwarto przy gimnazjum pierwszą klasę z językiem wykładowym ruskim. Równorzędne klasy z językiem wykładowym ruskim pozostawały przy gimnazjum do roku 1900. W 1901 przebudowano cały gmach szkolny dodając skrzydło północne, gdzie przeniesiono II Gimnazjum. W skrzydle zachodnim od ulicy Mickiewicza pozostało I Gimnazjum z polskim językiem wykładowym. Józef Skupniewicz nawiązał współpracę z Towarzystwem Gimnastycznym „Sokół” i wzorem lwowskim w 1891 r. zaprowadził nadobowiązkowe lekcje gimnastyki prowadzone przez druha naczelnika Władysława Mianowskiego. Zajęcia początkowo odbywały się w przyziemiu gimnazjum oraz na dziedzińcu. Dzięki zabiegom dyrektora w 1901 wybudowano sal gimnastyczną. Józef Skupniewicz zdawał sobie sprawę z pożytku uprawiania sportu przez uczącą się młodzież. To była nie tylko forma dbania o zdrowie i higienę ale i nauka dyscypliny, silnej woli, zasad fair play i współżycia społecznego.
Będąc prezesem Kasy Oszczędności utworzył prywatny fundusz na który składały się dobrowolne datki jak i wynagrodzenie jakie otrzymywał w KO. W 1898 roku zakupił prawie 3,5 ha działkę położoną 1,5 km od rynku między Młynówką a Prutem i tam założył park, wzorem parku dra   Henryka Jordana w Krakowie, zwany popularnie Parkiem Młodzieży (czasem – Studenckim, przed 1914 rokiem uczniów gimnazjów nazywano studentami, zaś studentów – akademikami. Główne wejście prowadziło od ulicy Staromiejskiej (Sienkiewicza przed 1939) poprzez drewnianą bramę z napisem: „Park młodzieży im. Skupniewicza”.  Zbudował tam 7 boisk, w tym 4 pokryte murawą dla gier sportowych, 2 dla ćwiczeń gimnastycznych i jeden dla tenisa. Zaprojektował także ścieżki biegowe i do jazdy na rowerze, strzelnicę oraz pawi lon chroniący przed deszczem z magazynem na sprzęt  sportowy i ogrodniczy. Młodzież uczęszczała tam latem  grając w piłkę nożną, ręczną, koszykówkę , siatkówkę , w tenisa i palanta, dodatkowo zażywając kąpieli w Prucie czy w Młynówce. Całości strzegł dozorca zamieszkały w pawilonie. Zachęcona młodzież gimnazjalna dodatkowo uczęszczała do Sokoła, by tam pod opieką nauczycieli, doskonalić się w sporcie, gimnastyce, szermierce, pływaniu, jeździe konnej i ćwiczeniach paramilitarnych - co skutkowało założeniem stałych drużyn skautowych i sokolich.
Dyrektor zadbał także o młodzież uboższą. Jego staraniem powstała bursa gimnazjalna w 1892 roku, początkowo przy zakładzie wychowawczym Władysława Aksentowicza przy ulicy Sobieskiego („Zofiówka” przed 1939), później we własnym gmachu przy ul. Zamkowej. W 1904 wybudowano dla młodzieży wiejskiej przy ul. Sienkiewicza Polską Bursę Ludową, której został prezesem. W obu bursach co roku od 10 do 150 uczniów znajdowało bezpłatne utrzymanie. Gdy w 1894 roku wprowadzono przymus mundurkowy, dyrektor z jednej strony zmuszał uczniów do jego przestrzegania, a z drugiej pomagał potrzebującym bezpłatnie dając 3 m sukna z dodatkami i poleceniem pójścia do krawca. Finansował to z wymienionego prywatnego funduszu.
Nad kształtowaniem charakterów i umysłów uczniów pieczę sprawowało wybitne grono pedagogiczne. Ci wspaniali pedagodzy pracowali nie tylko w gimnazjum ale i w licznych stowarzyszeniach w Kołomyi, przyczyniając się do krzewienia nie tylko oświaty ale i historii oraz kultury polskiej.  Stali się wzorem postawy obywatelskiej i patriotycznej dla młodzieży. Ta zaś garnęła się tłumnie do pracy niepodległościowej, by w 1914 roku wstąpić do Legionów Polskich. Sława Gimnazjum kołomyjskiego promieniowała na całe Pokucie. Wkrótce wszystkich klas było ponad 20, uczniów około 1200 a liczba nauczycieli sięgała 50, utworzono więc trzy filie.
Józef Skupniewicz nie zapomniał o kształceniu młodzieży żeńskiej. Okazją stało się 50-lecie panowania cesarza Franciszka Józefa I przypadające na rok 1898. Wówczas - przy poparciu dyrektora c.k. gimnazjum, starosty Seweryna Bańkowskiego, naczelnika „Sokoła” oraz dyrektora Kasy Oszczędności - powstała fundacja kołomyjskiej Kasy Oszczędności na rzecz ochronki dla dzieci chrześcijańskich oraz dla wyższego zakładu naukowego i wychowawczego żeńskiego wszystkich wyznań - wynosząca 35 000 koron. Takie były początki założenia Gimnazjum  SS. Urszulanek przy ul. Kraszewskiego i ochronki przy ul. Mickiewicza, które wybudowano rok później. W roku 1906 będąc członkiem Rady Powiatowej spowodował, że rada udzieliła subwencji w wysokości 500 koron powstającemu Prywatnemu Seminarium Nauczycielskiemu im. św. Bronisławy. Jego siedzibą była oficyna dworku hr. Bronisławy Starzeńskiej, znanej kołomyjskiej filantropki. 
Józef Skupniewicz był wszechstronnie wykształcony: prowadził lekcje języka niemieckiego, łaciny, greki i geografii. Podczas swej dwudziestodwuletniej pracy w Kołomyi położył wielkie zasługi dla miasta i jego mieszkańców. Ale najwięcej zawdzięcza mu młodzież z całego Pokucia, której umożliwił warunki do nauki na najwyższym poziomie.

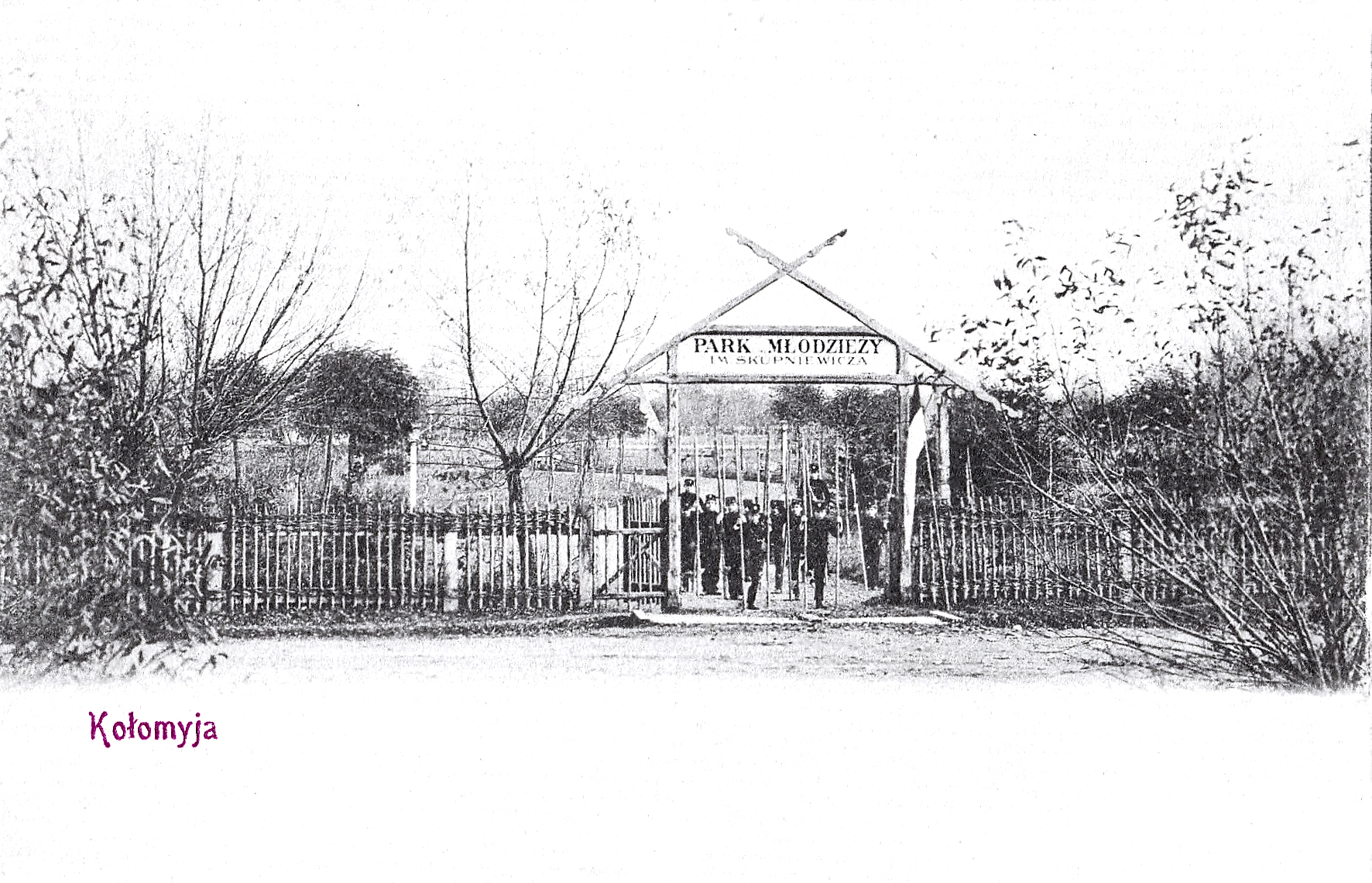
Kołomyja - "Park Młodzieży im. Skupniewicza"

Południowa część planu Kołomyi z 1939 r. Oznaczone są na czerwono: 1 – "Park Młodzieży im. Skupniewicza", 2 – ulica Skupniewicza

Dyrektor był aktywny także na terenie Kołomyi i Pokucia. W stulecie  urodzin  Adama Mickiewicza w 1898 roku z inicjatywy kniazia Romana Puzyny - marszałka powiatu, Bronisława Witosławskiego - burmistrza, i Józefa Skupniewicza - dyrektora c.k. gimnazjum, zorganizowano w Kołomyi uroczyste obchody jubileuszowe, a miasto wzbogaciło się o pomnik poety  w Parku Miejskim. Józef Skupniewicz - jak wielu kołomyjan i lwowian - posiadał w Jaremczu dom letniskowy. Założył tam   w 1896 roku wraz z zarządcą lasów Sewerynem Obstem, Towarzystwo Jaremczańskie. Jego celem było upiększanie Jaremcza. Powstały wówczas glorietta i droga do niej, deptak wzdłuż głównej drogi oraz liczne alejki spacerowe z ozdobnymi latarniami.
Do dobrej tradycji kołomyjskiej należała działalność profesorów c.k. gimnazjum w Oddziale Czarnohorskim Towarzystwa Tatrzańskiego w Kołomyi, skupiającym elitę z Pokucia, Bukowiny i Lwowa. Tak też uczynił Józef Skupniewicz wstępując do TT i kontynuując prace niezapomnianego Leopolda Wajgla. Podobnie został  w 1894 roku zastępcą przewodniczącego Oddziału Czarnohorskiego, Konstantego Siwickiego a po jego śmierci w 1905 pokierował oddziałem do 1916 roku. Za jego 20-letniej kadencji do TT należało ponad piętnastu profesorów gimnazjalnych i nauczycieli innych szkół kołomyjskich. W tym czasie oddział organizował wycieczki letnie i zimowe, w tym gimnazjalistów, wytyczał nowe szlaki, utrzymywał przewodników górskich i urządził schronisko na Zaroślaku. Uzyskał także 50% zniżkę  dla turystów na kolej. W 1895 oddział zakupił dworek w Worochcie, a w 1911 zbudował nowe schronisko pod Howerlą. Zajmował się także propagowaniem Karpat Wschodnich poprzez wydawanie map, przewodników i licznych pocztówek. Tym wszystkim kierował dyrektor gimnazjum kołomyjskiego.
Dodatkowo pełnił funkcje członka Rady Szkolnej Okręgowej, Rady Powiatowej i Rady Miejskiej Kołomyi oraz prezesa Kasy Oszczędności. Za zasługi otrzymał tytuł radcy szkolnego (1898), Honorowego Obywatela Miasta Kołomyi oraz austriacki Order  Korony Żelaznej IlI kl. (1910).   Do 1939 roku przez kilkadziesiąt lat był patronem ulicy w Kołomyi, prowadzącej  z siedziby gimnazjum przy ulicy Mickiewicza nad Prut.
W stan spoczynku przeszedł 1 marca 1914 r. po czym przebywał na urlopie do czerwca 1918. Okres  I wojny przeżył w Wiedniu pełniąc tam funkcję dyrektora kursów gimnazjalnych dla młodzieży polskiej w XX Dzielnicy, przy Unterbergergasse 1. Po odzyskaniu niepodległości przeniósł się z powrotem do Lwowa, gdzie zmarł 10 marca 1928 roku. Pochowany został w grobowcu Schneiderów na Cmentarzu Łyczakowskim.

## Życie prywatne
Był synem Ignacego i Anny z d. Zygulskiej. Miał liczne rodzeństwo: pięć sióstr i trzech braci – wszyscy urodzeni w Zakliczynie: Cyprian (* 24.09.1847, + 16.12.1854 w Tarnowie), Jan (* 14.04.1852, + 26.11.1903 w ?), Marianna (* 06.08.1854, + 16.09.1854 w Zakliczynie), Barbara (* 03.12.1855, + 01.05.1943 w Tarnowie), Magdalena (* 22.03.1857, + ?), Stanisław (* 09.04.1859, + po kilku tygodniach w Z.), Teofila (* 05.12.1860, + 13.09.1861 w Zakliczynie), Melania (* 11.09.1864, + 14.04.1869 w Zakliczynie). Józef Skupniewicz  trzykrotnie zawierał związki małżeńskie: po raz pierwszy z Kamillą Olpińską, po raz drugi z Henryką Pertak i po raz trzeci z Amalią Smutny 1˚ v. Szeparowiczową. Pozostawił potomstwo: z I małżeństwa: córka – Jadwiga Józefa (zm. 1951 r. w Przemyślu) oraz z II małżeństwa: córka – Maria (ur. 27.06.1880 w Stanisławowie – zm. 26.06.1955 w Warszawie).
Miał młodszego brata Jana (ur. 14.04.1852 w Zakliczynie – zm. 26.11.1903 r. prawdopodobnie we Lwowie), który po ukończeniu Hochschule für BodenKultur w Wiedniu został nadleśniczym lasów państwowych w Mołodiatynie, Rafajłowej oraz Nadwórnej. Był także budowniczym kolejki wąskotorowej Nadwórna – Rafajłowa.
Dziadkami jego byli Emeryk Skupniewicz i Regina z d. Bobrowska, natomiast pradziadkami byli Kazimierz Skupniewicz i Zofia z d. Michałkiewicz. Zarówno Emeryk (1784–1844) jak i Kazimierz (1735–1805) pełnili w Zakliczynie najwyższe funkcje. Emeryk był dwukrotnie burmistrzem (1830 i 1833) zaś Kazimierz w latach 1771–1805 był czterokrotnie burmistrzem (w tym dwukrotnie z ramienia Lanckorońskich), wójtem, dwukrotnie podwójcim, ławnikiem, w 1798 rozpatrywał sprawy w Sądzie Miejskim.

## Ordery i odznaczenia
- austriacki Order Korony Żelaznej III kl. (1910)